# Área metropolitana de Róterdam–La Haya

Localización en la provincia de Holanda Meridional, Países Bajos.

El área metropolitana de Róterdam–La Haya (en neerlandés, Metropoolregio Rotterdam Den Haag) está compuesta por las ciudades de Róterdam y La Haya y una serie de localidades menores ubicadas en la provincia de Holanda Meridional (Países Bajos).
En total, el área metropolitana se extiende por una superficie de 1.473 km² y cuenta con una población de 2,82 millones de habitantes, de los cuales 21% de la extensión y 21% de la población corresponden a la ciudad de Róterdam. Tiene una densidad de población de 1.914 hab/km².

## Composición

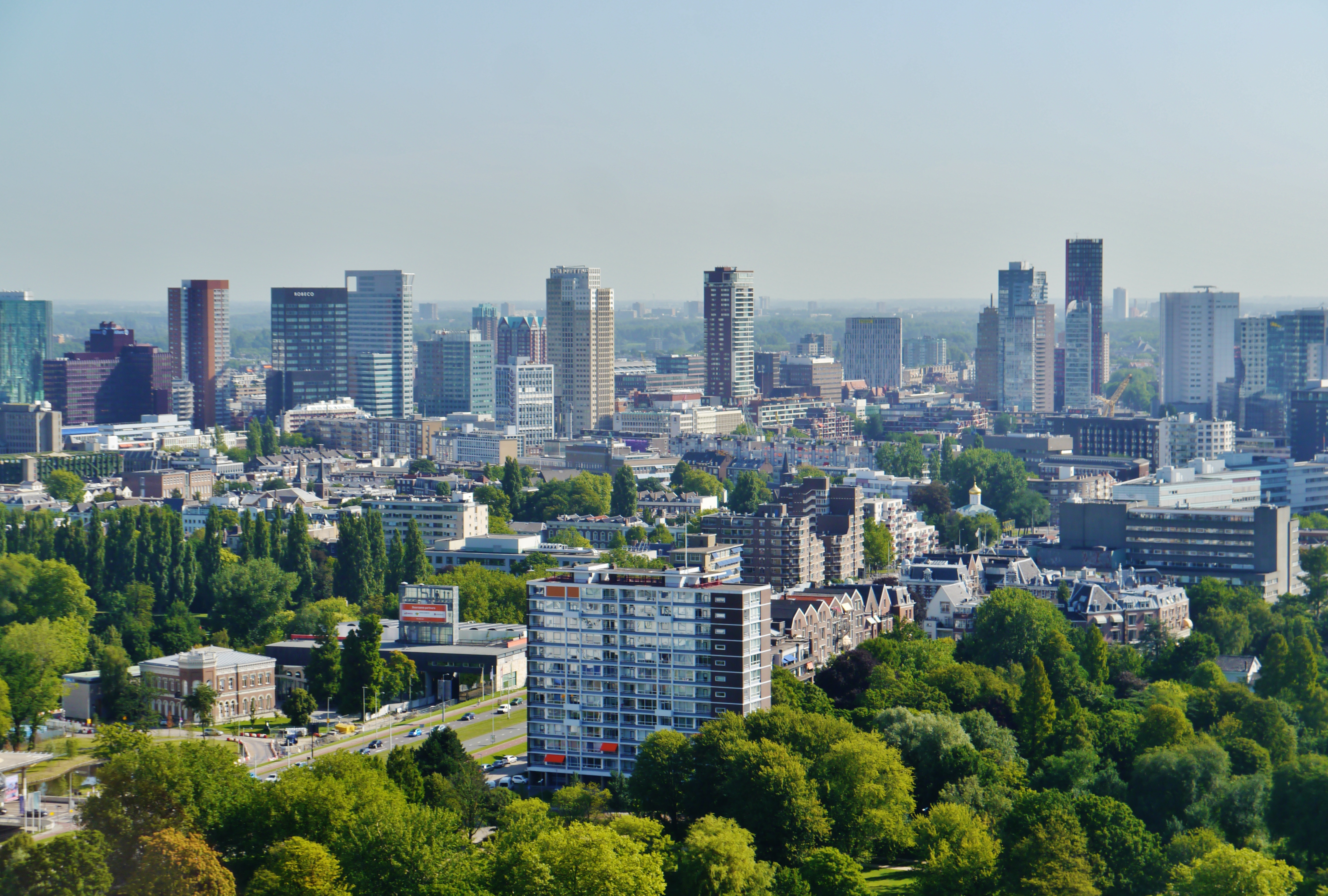
Róterdam

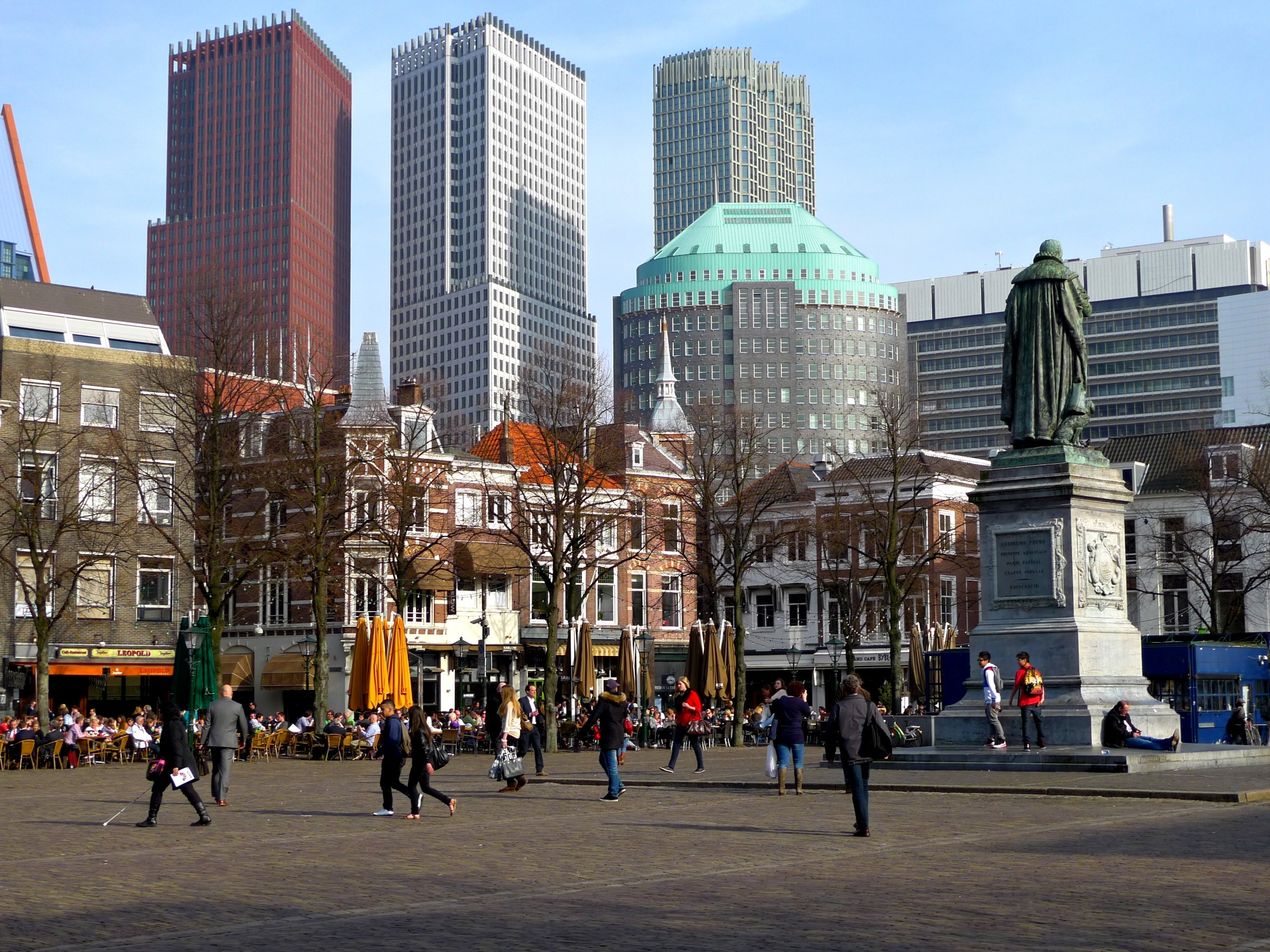
La Haya

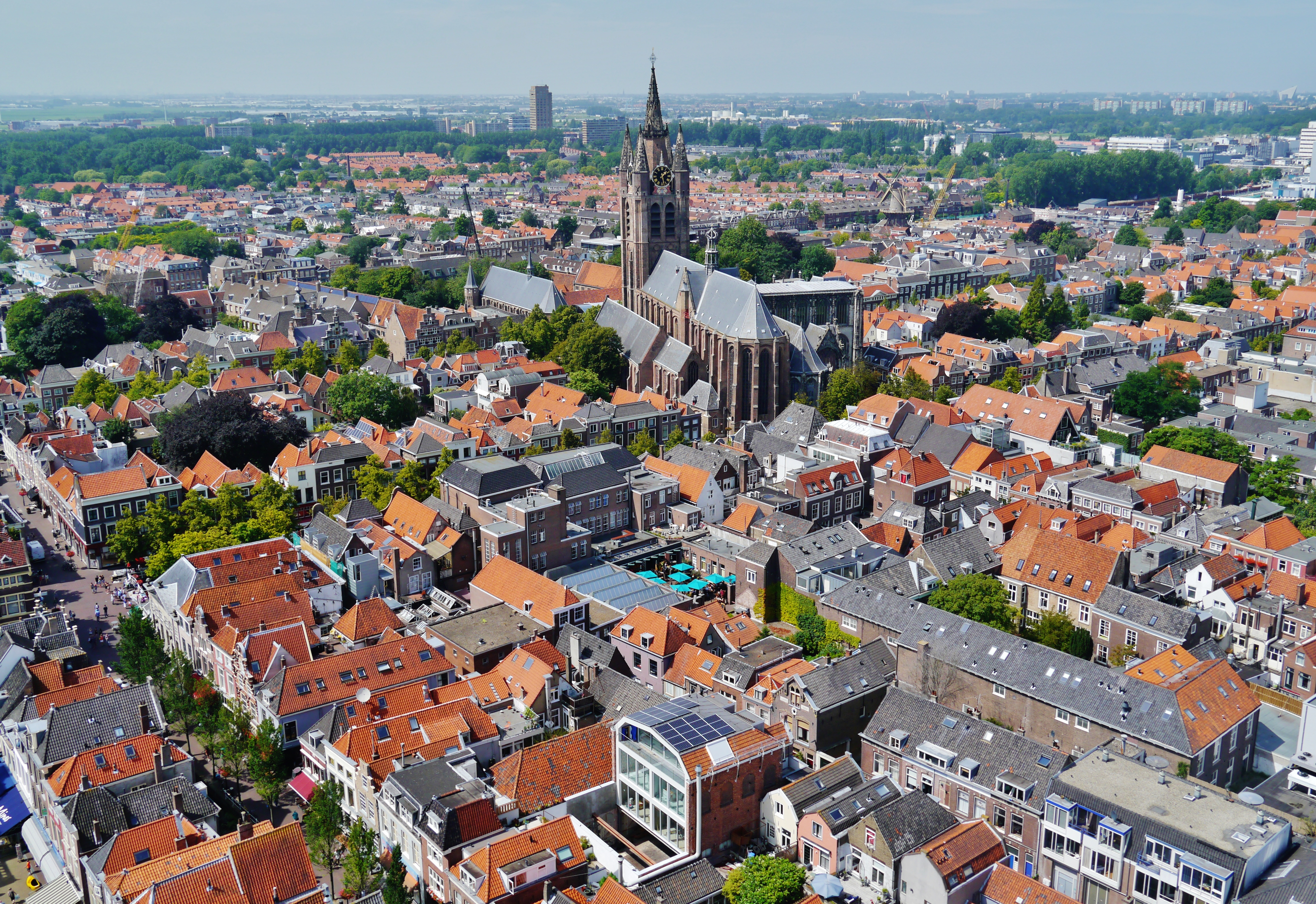
Delft

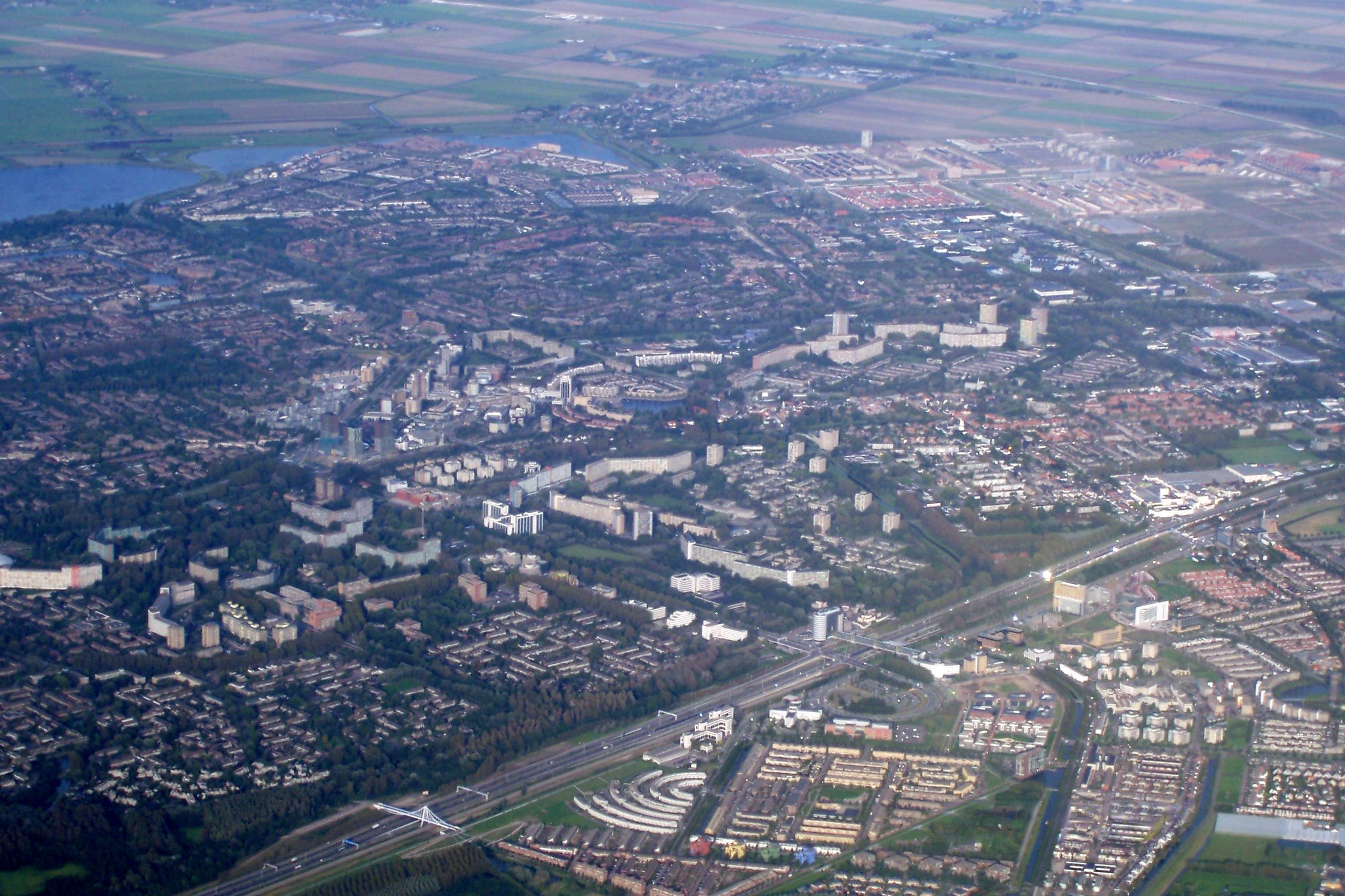
Zoetermeer

El área metropolitana de Róterdam–La Haya se compone de las ciudades de Róterdam, La Haya, Delft y de 39 pequeñas ciudades y municipios ubicados a su alrededor (entre las que destacan las ciudades de Dordrecht, Leiden y Zoetermeer), como se muestra en la tabla siguiente.
| Provincia                       | Municipio                 | Superficie (en km²) | Población(1) |
| ------------------------------- | ------------------------- | ------------------- | ------------ |
| Países Bajos                    |                           |                     |              |
| Provincia de Holanda Meridional | Róterdam                  | 304,24              | 588.697      |
| Provincia de Holanda Meridional | Schiedam                  | 19,89               | 75.389       |
| Provincia de Holanda Meridional | Vlaardingen               | 26,71               | 72.553       |
| Provincia de Holanda Meridional | Rozenburg                 | 6,37                | 12.843       |
| Provincia de Holanda Meridional | Maasluis                  | 9,10                | 31.956       |
| Provincia de Holanda Meridional | Midden-Delfland           | 49,38               | 17.435       |
| Provincia de Holanda Meridional | Westland                  | 90,59               | 98.328       |
| Provincia de Holanda Meridional | La Haya                   | 85,65               | 475.627      |
| Provincia de Holanda Meridional | Delft                     | 26,31               | 95.090       |
| Provincia de Holanda Meridional | Rijswijk                  | 14,48               | 47.152       |
| Provincia de Holanda Meridional | Leidschendam-Voorburg     | 35,60               | 73.111       |
| Provincia de Holanda Meridional | Wassenaar                 | 62,50               | 25.622       |
| Provincia de Holanda Meridional | Voorschoten               | 11,59               | 22.887       |
| Provincia de Holanda Meridional | Leiden                    | 23,16               | 118.069      |
| Provincia de Holanda Meridional | Leiderdorp                | 12,29               | 25.990       |
| Provincia de Holanda Meridional | Katwijk                   | 31,06               | 60.932       |
| Provincia de Holanda Meridional | Oegstgeest                | 7,75                | 21.891       |
| Provincia de Holanda Meridional | Zoeterwoude               | 21,91               | 8.501        |
| Provincia de Holanda Meridional | Zoetermeer                | 37,06               | 116.979      |
| Provincia de Holanda Meridional | Pijnacker-Nootdorp        | 38,60               | 41.695       |
| Provincia de Holanda Meridional | Lansingerland             | 56,00               | 46.021       |
| Provincia de Holanda Meridional | Zevenhuizen-Moerkapelle   | 31,10               | 10.325       |
| Provincia de Holanda Meridional | Waddinxveen               | 29,39               | 26.062       |
| Provincia de Holanda Meridional | Gouda                     | 18,10               | 71.386       |
| Provincia de Holanda Meridional | Moordrecht                | 12,73               | 8.095        |
| Provincia de Holanda Meridional | Nieuwerkerk aan den IJsel | 18,47               | 22.140       |
| Provincia de Holanda Meridional | Capelle aan den IJsel     | 15,42               | 65.602       |
| Provincia de Holanda Meridional | Ouderkerk                 | 28,53               | 8.105        |
| Provincia de Holanda Meridional | Krimpen aan den IJsel     | 8,93                | 28.783       |
| Provincia de Holanda Meridional | Ridderkerk                | 25,10               | 44.757       |
| Provincia de Holanda Meridional | Alblasserdam              | 9,96                | 18.428       |
| Provincia de Holanda Meridional | Hendrik-Ido-Ambacht       | 11,99               | 24.458       |
| Provincia de Holanda Meridional | Papendrecht               | 10,77               | 31.553       |
| Provincia de Holanda Meridional | Sliedrecht                | 14,00               | 23.801       |
| Provincia de Holanda Meridional | Hardinxveld-Giessendam    | 19,35               | 17.775       |
| Provincia de Holanda Meridional | Dordrecht                 | 99,45               | 118.821      |
| Provincia de Holanda Meridional | Zwijndrecht               | 22,77               | 44.588       |
| Provincia de Holanda Meridional | Barendrecht               | 21,72               | 41.249       |
| Provincia de Holanda Meridional | Albrandswaard             | 23,75               | 21.059       |
| Provincia de Holanda Meridional | Spijkenisse               | 30,23               | 74.506       |
| Provincia de Holanda Meridional | Oud-Beijerland            | 19,61               | 23.899       |
| Provincia de Holanda Meridional | Brielle                   | 31,12               | 15.990       |
| TOTAL                           | TOTAL                     | 1.472,73            | 2.818.150    |

- (1) - Datos del 01.01.2006, tomados del informe estadístico de población

- Datos: Q6174024
- Multimedia: Rotterdam The Hague Metropolitan Area / Q6174024